# Марч, Аарон
Аарон Марч (итал. Aaron March; род. 14 мая 1986, Брессаноне, Трентино-Альто-Адидже) — итальянский сноубордист, выступающий в параллельных дисциплинах, чемпион мира 2023 года, бронзовый призёр чемпионата мира 2025 года, обладатель Хрустального глобуса в Кубке мира 2020/2021 годов в параллельных дисциплинах, победитель и призёр этапов Кубка мира. Участник зимних Олимпийских игр 2010, 2014 и 2018 годов.

## Карьера
Марч официально дебютировал в составе сборной Италии на зимних Олимпийских играх 2010 года в Ванкувере, где занял пятнадцатое место в мужском гигантском слаломе, проиграв австрийцу Бенджамину Карлу в первом раунде с разницей в 2,27 секунды.
На зимней Универсиаде 2013 года в Трентино, Марч завоевал серебряную медаль.
На зимних Олимпийских играх 2014 года в Сочи в мужском гигантском слаломе Марч был дисквалифицирован после того, как не попал в ворота во время второго заезда. Через три дня в мужском слаломе Марч реабилитировался, заняв четвёртое место в малом финальном заезде, в борьбе за медаль не смог обогнать своего бывшего соперника Бенджамина Карла.
В 2018 году на зимних Олимпийских играх в Пхёнчхане итальянец в параллельном гигантском слаломе занял итоговое 23-е место, не сумев пройти квалификацию в основной раунд.
На чемпионате мира 2023 года в Бакуриани в смешанном параллельном слаломе в паре с Надей Охнер стал чемпионом мира.
В 2025 году на чемпионате мира по сноуборду завоевал бронзовую медаль в параллельном слаломе.

## Результаты на крупнейших соревнованиях

### Зимние Олимпийские игры
| Олимпийские игры | Параллельный слалом | Параллельный гигантский слалом |
| ---------------- | ------------------- | ------------------------------ |
| 2010 Ванкувер    | н/д                 | 15                             |
| 2014 Сочи        | 4                   | 30                             |
| 2018 Пхёнчхан    | н/д                 | 23                             |